# Lucas From
Lucas From (født 22. maj 1999) er en dansk fodboldspiller, der spiller for den danske Superligaklub Vejle Boldklub. Lucas kom til VB i januar 2013, hvor han spillede U13 hos den lokale fodboldklub Ammitsbøl/Egtved. Hans nuværende kontrakt går til udgangen af 2019. Lucas kan både anvendes på den offensive midtbane, venstrekanten og lidt længere tilbage på midtbanen på 8’er positionen.
I Oktober 2020, valgte Lucas From at skifte til den lille dejlige klub, Aarhus Fremad. I sæsonen 2023/2024, er han i gang med at hjælpe Aarhus Fremad i 1. Divisionen, med 8 mål og 2 assist.  